# Gyula Halasy
Gyula Halasy (ur. 19 lipca 1891 w Kisvárdzie, zm. 20 grudnia 1970 w Budapeszcie) – węgierski strzelec sportowy, złoty medalista olimpijski z Paryża.
Zawody w 1924 były jego jedynymi igrzyskami olimpijskimi. Medal zdobył w trapie. W tej samej konkurencji zdobył indywidualnie srebro mistrzostw świata w 1936.